# Гарса-Салінас II (Техас)
Гарса-Салінас II (англ. Garza-Salinas II) — переписна місцевість (CDP) в США, в окрузі Старр штату Техас. Населення — 651 особа (2020).

## Географія
Гарса-Салінас II розташована за координатами 26°21′6″ пн. ш. 98°45′34″ зх. д. / 26.35167° пн. ш. 98.75944° зх. д. (26.351774, -98.759539).  За даними Бюро перепису населення США в 2010 році переписна місцевість мала площу 0,21 км², уся площа — суходіл.

## Демографія
Згідно з переписом 2010 року, у переписній місцевості мешкало 719 осіб у 184 домогосподарствах у складі 167 родин. Густота населення становила 3501 особа/км².  Було 200 помешкань (974/км²).
Расовий склад населення:
| - 99,3 % — білих |

До двох чи більше рас належало 0,1 %. Частка іспаномовних становила 100,0 % від усіх жителів.
За віковим діапазоном населення розподілялося таким чином: 35,0 % — особи молодші 18 років, 55,4 % — особи у віці 18—64 років, 9,6 % — особи у віці 65 років та старші. Медіана віку мешканця становила 26,2 року. На 100 осіб жіночої статі у переписній місцевості припадало 84,8 чоловіків;  на 100 жінок у віці від 18 років та старших — 83,1 чоловіків також старших 18 років.
За межею бідності перебувало 34,3 % осіб, у тому числі 33,1 % дітей у віці до 18 років та 51,9 % осіб у віці 65 років та старших.
Цивільне працевлаштоване населення становило 228 осіб. Основні галузі зайнятості: будівництво — 18,9 %, роздрібна торгівля — 11,8 %, транспорт — 10,5 %, освіта, охорона здоров'я та соціальна допомога — 10,5 %.